# 나 (미얀마)

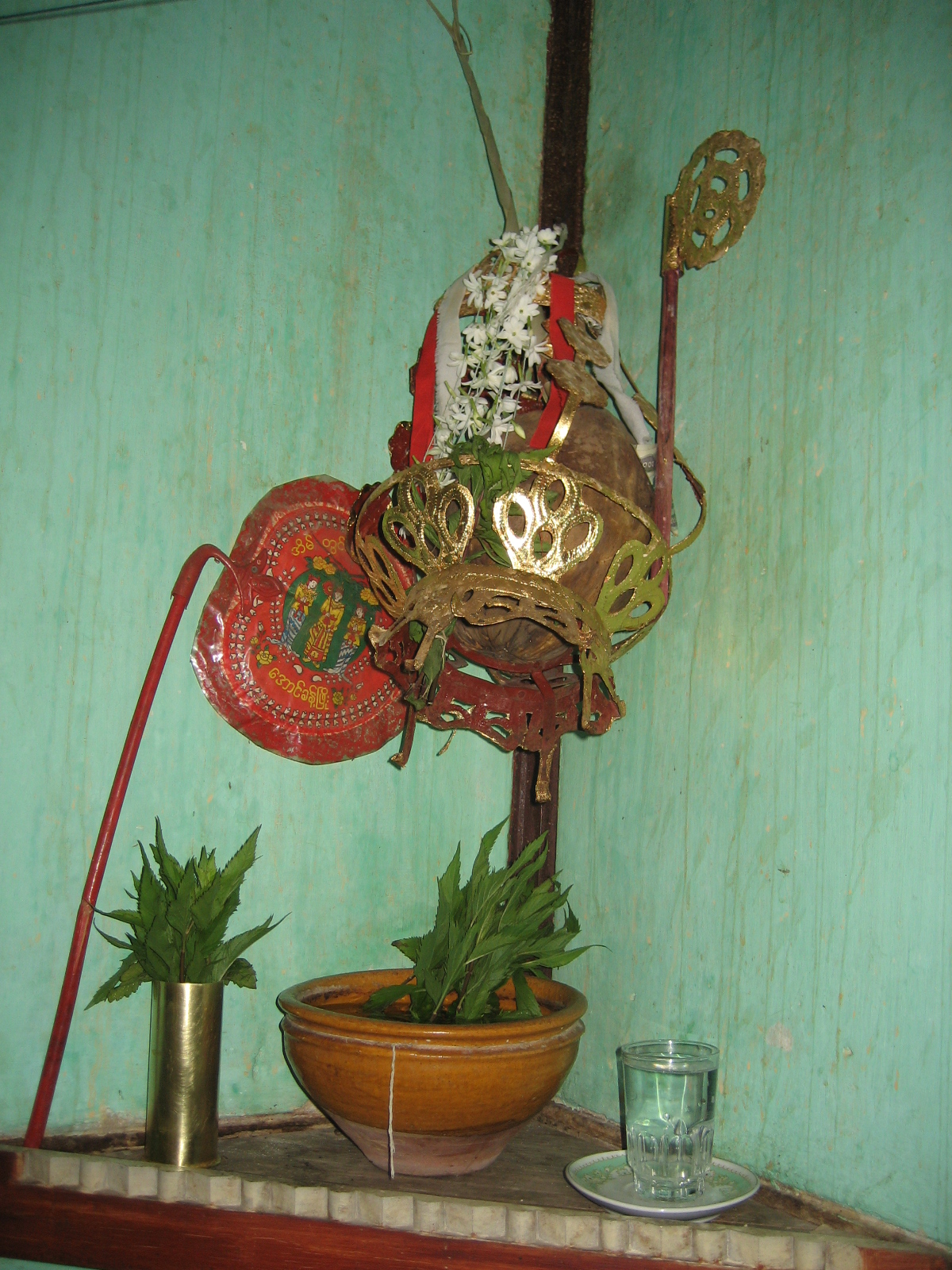
집 앞에 세워진 기둥의 모습

나(버마어: နတ် 나)는 미얀마에서 행해지는 토속 신앙의 일종으로 정령과 같은 존재이다. 현지 불교와 깊게 연관되어 있다. 37개의 큰 나와 다른 정령(나무, 물 등)으로 나뉜다. 37개의 큰 나는 폭력적으로 죽임을 당한 인간의 영혼을 가리킨다. 나세인(버마어: နတ်စိမ်း 나세인)으로 불리기도 한다. 세인(버마어: စိမ်း 세인)은 초록색을 뜻하지만 이 단어에서는 원래의, 날 것 등의 의미이다. 미얀마식 불교 신앙에서는 나트를 크게 두 종류로 나눈다.
하급 나(버마어: အောက်နတ 아우 나)는 특별히 이름을 붙이지는 않지만 상급 나(버마어: အထက်နတ် 어태 나)는 6개의 천국에 산다고 한다. 성인에 대한 믿음처럼 나트 또한 여러 이유로 신성하다고 분류되는데 이는 지역마다 차이가 있다. 도심부보다 시골 지역에서 널리 행해지며 소수 부족뿐 아니라 인구 대다수를 차지하는 버마인 사이에도 나타난다. 의식 수준이 가장 높은 것은 불교 신앙을 갖고 있는 미얀마인들이다.
모든 미얀마 마을에는 나신(버마어: နတ်စင် 나 신)이라는 작은 사당이 있는데 마을 앞에 있는 수호신 같은 것으로 이와사웅나(버마어: ရွာစောင့်နတ် 이와사웅 나)라 불린다. 바치는 제물의 일종인 코코넛에 전통 머리장식을 씌우고 향을 피워서 놔두는데 최고신의 일종인 산의 신 Min Mahagiri에게 바쳐진다. 사람에 따라서 집안에서 내려오는 정령이 다양하다.(어머니와 아버지 쪽에서 받은 신앙) 본인의 정령신이 있다는 믿음도 있으며 이를 꼬사웅나(버마어: ကိုယ်စောင့်နတ် 꼬사웅 나)이라 칭한다.

## 같이 보기
- 천 (불교)
- 아귀 (신화)